# Città & Regione
Città & Regione è stata una rivista mensile di cultura e storia, edita a Firenze dal 1975 al 1983. 
Era diretta da Lelio Lagorio, all'epoca presidente della Regione Toscana e poi Ministro della difesa. 
Rivista a temi, ha pubblicato complessivamente settanta volumi sui principali problemi della società italiana in un periodo fra i più controversi della storia della Repubblica, quello tra gli anni settanta e gli ottanta.
Di orientamento di sinistra democratica, ma indipendente dai partiti, si avvaleva di un comitato direttivo composto da accademici delle università toscane.